# (10292) 1986 PM
(10292) 1986 PM est un astéroïde de la ceinture principale de 4,303 km de diamètre découvert en 1986.

## Description
(10292) 1986 PM a été découvert le 2 août 1986 à l'observatoire Palomar, situé au nord de San Diego en Californie, par le programme International Near-Earth Asteroid Survey.

### Caractéristiques orbitales
L'orbite de cet astéroïde est caractérisée par un demi-grand axe de 2,28 ua, un périhélie de 1,89 ua, une excentricité de 0,17 et une inclinaison de 5,27° par rapport à l'écliptique. Du fait de ces caractéristiques, à savoir un demi-grand axe compris entre 2 et 3,2 ua et un périhélie supérieur à 1,666 ua, il est classé, selon la JPL Small-Body Database, comme objet de la ceinture principale.

### Caractéristiques physiques
(10292) 1986 PM a une magnitude absolue (H) de 13,8 et un albédo estimé à 0,388, ce qui permet de calculer un diamètre de 4,303 km. Ces résultats ont été obtenus grâce aux observations du Wide-Field Infrared Survey Explorer (WISE), un télescope spatial américain mis en orbite en 2009 et observant l'ensemble du ciel dans l'infrarouge, et publiés en 2014 dans un article présentant les résultats concernant 2 835 astéroïdes de la ceinture principale.